# Unione Sportiva Città di Pontedera 2012-2013
Questa pagina raccoglie le informazioni riguardanti l'Unione Sportiva Città di Pontedera nelle competizioni ufficiali della stagione 2012-2013.

## Rosa
| N. |                    | Ruolo | Calciatore              |
| -- | ------------------ | ----- | ----------------------- |
|    | Italia (bandiera)  | A     | Andrea Arrighini        |
|    | Italia (bandiera)  | D     | Giacomo Barbetta        |
|    | Italia (bandiera)  | D     | Kadir Caidi             |
|    | Italia (bandiera)  | D     | Filippo Capitanio       |
|    | Italia (bandiera)  | C     | Andrea Caponi           |
|    | Italia (bandiera)  | C     | Davide Carfora          |
|    | Italia (bandiera)  | A     | Antonio Cherillo        |
|    | Brasile (bandiera) | D     | Maicon de Silva Moreira |
|    | Italia (bandiera)  | C     | Giovanni Di Noia        |
|    | Italia (bandiera)  | C     | Nicolò Esposito         |
|    | Italia (bandiera)  | A     | Francesco Fedi          |
|    | Italia (bandiera)  | C     | Marco Firenze           |
|    | Italia (bandiera)  | D     | Luca Giacomelli         |
|    | Italia (bandiera)  | D     | Lorenzo Gonnelli        |

| N. |                      | Ruolo | Calciatore       |
| -- | -------------------- | ----- | ---------------- |
|    | Italia (bandiera)    | A     | Luigi Grassi     |
|    | Italia (bandiera)    | D     | Angelo Gregorio  |
|    | Italia (bandiera)    | P     | Gianmarco Lenzi  |
|    | Italia (bandiera)    | P     | Daniel Leone     |
|    | Italia (bandiera)    | C     | Marco Ortolan    |
|    | Italia (bandiera)    | D     | Enrico Pezzi     |
|    | Argentina (bandiera) | D     | Diego Raimondi   |
|    | Italia (bandiera)    | C     | Paolo Regoli     |
|    | Italia (bandiera)    | C     | Lorenzo Remedi   |
|    | Italia (bandiera)    | D     | David Simoncini  |
|    | Italia (bandiera)    | D     | Andrea Ulizio    |
|    | Italia (bandiera)    | D     | Dario Verruschi  |
|    | Italia (bandiera)    | D     | Federico Vettori |